# Dégagisme

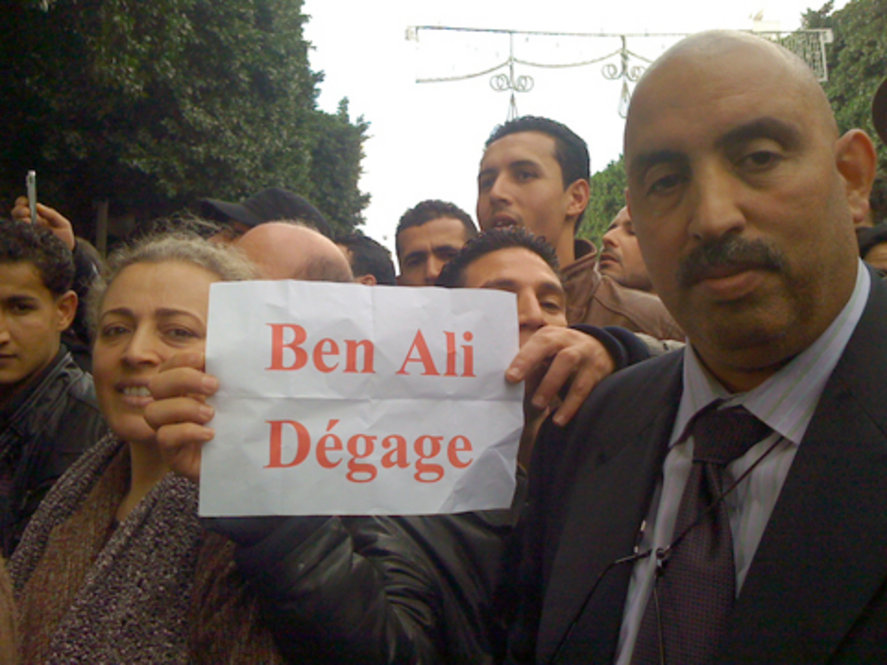
Photographie prise le 14 janvier 2011, quelques heures avant le départ du président Ben Ali, lors de la révolution tunisienne.

Le « dégagisme » est un néologisme politique fondé à partir du verbe « dégager » par l'activiste politique Eric Mulalu et popularisé à partir de 2011 lors du Printemps arabe. Il a été introduit dans les commentaires de la politique française en 2017.
Il tire son origine du mouvement de protestation (né au sein de la diaspora congolaise en 2010 à partir de l’opposant Eric Mulalu) visant à faire « dégager » Joseph Kabila, ancien président en exercice. Il est utilisé en politique pour demander l'éviction, par la force ou non, de la ou des personnes détenant le pouvoir, sans volonté de le reprendre, conduisant ainsi à une vacance du pouvoir. Il vise dans certains cas à générer une réflexion autour de la notion de pouvoir pendant la période de vacance sans pour autant réclamer qu'une nouvelle personne ne prenne le pouvoir.

## Définition
Laurent d'Ursel, membre du collectif belge Manifestement, définit le « dégagisme » comme « dire à celui qui a le pouvoir de partir sans dire qu’il y a mieux, sans vouloir être à sa place. Simplement dire « dégage » et assumer le risque du vide, contempler ce vide, voir ce qui se passe avec ce vide. » Il distingue aussi le concept de « dégagisme » de celui d'anarchisme : selon lui, « l’anarchie, c’est un truc petit bourgeois, on croit que l’on peut se passer de tout, que l’anarchie est viable, ce qui est un mythe. Ici, il n’y a pas rien, il y a le vide. »

## Utilisations

### République démocratique du Congo
La notion de « dégagisme » apparaît en 2010 par Eric Mulalu, opposant à la politique du gouvernement congolais. À quelques mois des élections de 2011, en mars 2010, dans une vidéo qu'Eric Mulalu adresse à Joseph Kabila, il invite ce dernier à « dégager ». Le slogan « Kabila Dégage » devient alors populaire au sein de l'opposition congolaise, qui le scande lors de diverses manifestations et marches.

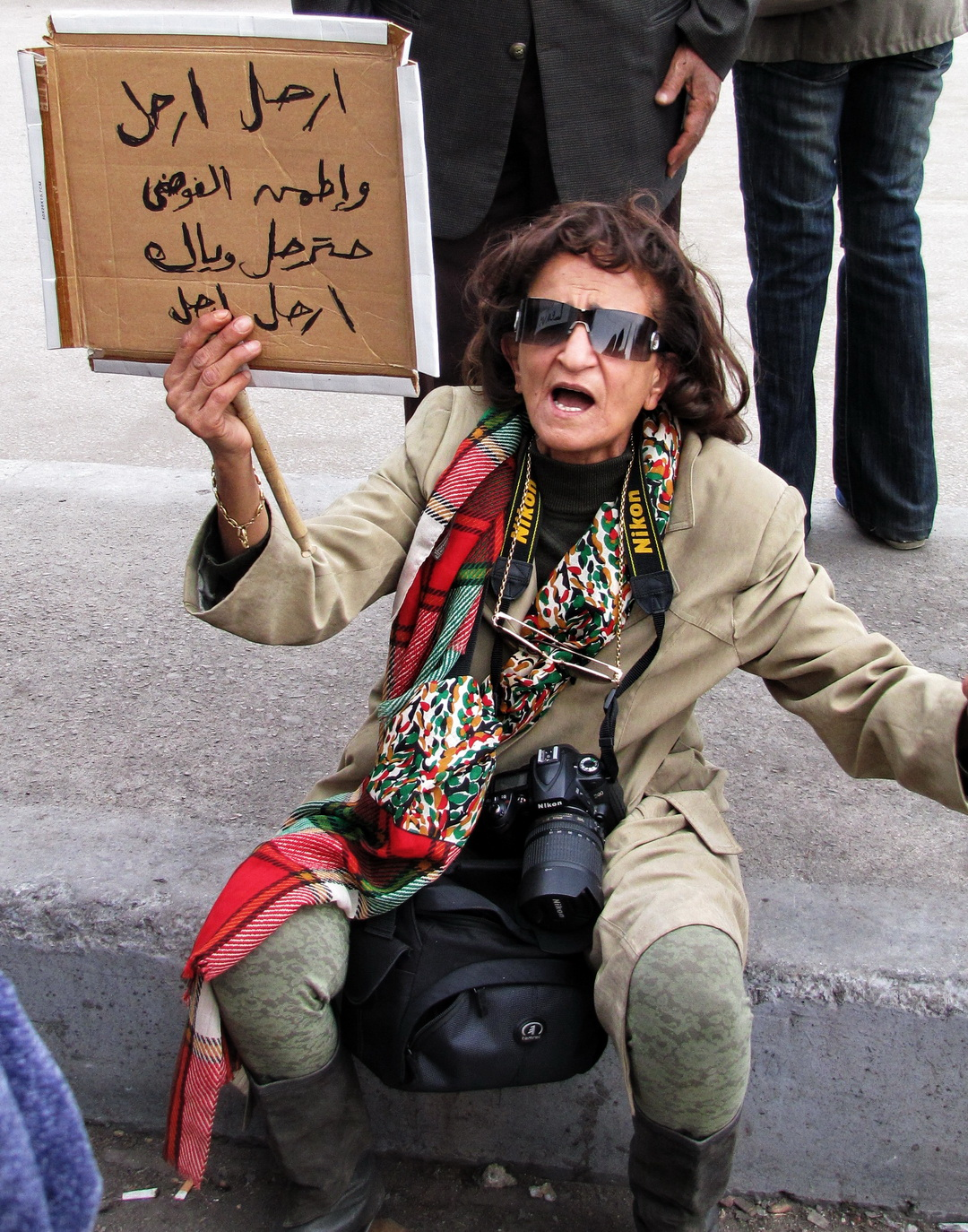
Une femme portant une pancarte avec les inscriptions Dégagez, dégagez et soyez tranquilles, le chaos partira avec vous, dégagez, dégagez. Photo prise au cours de la Révolution égyptienne de 2011.

### Tunisie
Le néologisme est pour la première fois utilisé en Tunisie en 2011 au cours du Printemps arabe et fait référence aux injonctions « Dégage ! » lancée dans les manifestations hostiles au président Ben Ali,.

### Belgique
Le 6 décembre 2011, le gouvernement Di Rupo met fin à 482 jours de vacance du pouvoir (un record dans le monde). C'est dans ce contexte politique particulier qu'est théorisé le « dégagisme ».

### France
En janvier 2017, le néologisme est utilisé par Jean-Luc Mélenchon et des cadres dirigeants du Front de gauche pour saluer le résultat des primaires de la gauche et la défaite de Manuel Valls,. En 2017, M. Macron est élu le plus jeune président de la Ve République : pour Damon Mayaffre, « le macronisme électoral est une version polie et républicaine du dégagisme ambiant qui marque la France sinon le monde contemporain ».

## Critiques
La définition de Laurent d'Ursel et les commentaires de Jacques Attali (« Après le dégagisme soft, dont Emmanuel Macron a bénéficié en 2017, peut venir le dégagisme hard... ») s'opposent notamment à l'approche de l'Homme providentiel et pourraient apparaître comme une variante plus imagée de l'analyse de l'alternance.